# Triskele
En triskele (gr. τρι-σκελής tri-skelḗs "tre-benet") er et symbol, som består af tre symmetrisk bøjede ben eller stiliserede former som tre spiraler, γ-formede arme eller lignende, der udgår fra et centralt punkt.
Varianter, hvor der bruges ben, regnes ofte som ktoniske symboler, dvs. symboler for underjordiske kræfter, medens varianter med spiraler gerne regnes for solsymboler. Sidstnævnte type er også blevet brugt i kristen kontekst i middelalderen; nemlig som symbol på treenigheden, særligt i keltiske kulturer, hvor symbolet egtl. går tilbage til førkristen tid. Figuren med de tre ben ses bl.a. på græske mønter og vaser. Den trebenede figur findes også i mange våbenskjold, medens en version, der består af tre hageformede streger, ofte findes i bogmærker.
Den mest kendte brug af en triskele er i Isle of Mans flag og som symbol for Sicilien og Bretagne.
I moderne tid bruges triskeler også i symboler af nynazistiske og racistiske grupperinger, af visse BDSM-grupper og af enkelte grupper inden for asatro og wicca.